# Life Metal
Life Metal — восьмой студийный альбом американской группы Sunn O))), выполненный в жанре дроун-метала. Запись проводилась в Чикаго совместно с гитаристом Стивом Альбини в июле 2018 года. Выпуск состоялся 26 апреля 2019 года.

## История создания
Музыканты Стивен О’Мелли и Грег Андерсон из группы Sunn O))) решили создать Life Metal в качестве подарка к их 20-летней дружбе и сотрудничеству. К записи был приглашён Стив Альбини из Чикаго. Прежде чем пригласить Альбини, артисты прорабатывали концепцию альбома и играли на репетиционной точке Downtown Rehearsal в Лос-Анджелесе, где они собирались дважды. У друзей складывалось впечатление, что они создают «нечто новое».
Запись альбома проводилась чикагской студии Electrical Audio в июле 2018 года и заняла более двух недель. Андерсон назвал совместную игру с Альбини «сложной». «Он», — признаётся музыкант, — «опережает процесс на пять шагов». В процессе записи было задействовано множество различных усилителей, а Стив Альбини был сосредоточен на настройках микрофонов и прочих параметрах, из-за чего, — говорит Андерсон, — «было бы невозможно повторить эту запись». Ранее Sunn O))) записывали гитарные партии отдельно и затем накладывали одну на другую, однако создание Life Metal больше напоминало выступление, так как музыканты играли одновременно.

## Восприятие
| Совокупная оценка | Совокупная оценка |
| Источник          | Оценка            |
| ----------------- | ----------------- |
| Metacritic        | 85/100            |
| Оценки критиков   |                   |
| Источник          | Оценка            |
| AllMusic          | [ 4 ]             |
| Kerrang!          | [ 5 ]             |

Life Metal был положительно оценен критиками. На сайте-агрегаторе оценок Metacritic альбом получил оценку 85 баллов из 100 на основе 16 критических обзоров от разных музыкальных изданий.
Рецензент журнала Kerrang! Ник Раскелл назвал альбом Life Metal «гениальным» и отметил его палитру звучания и энергичность, которая сохраняется многие годы от альбома к альбому, однако между тем признал, что музыка группы не подходит для фестивалей. Раскелл сравнил шум и вибрацию альбома со «взрывом головы».